# Helena Zengel
Helena Zengel est une actrice allemande, née le 10 juin 2008 à Berlin.
Elle est révélée par son rôle dans le film Benni (2019), qu'elle tourne à l'âge de 9 ans et pour lequel elle remporte le Deutscher Filmpreis de la meilleure actrice. Ensuite, elle joue notamment dans La Mission (2020), qui lui vaut entre autres une nomination pour le Golden Globe de la meilleure actrice dans un second rôle, et dans La Légende d'Ochi (2025).

## Biographie
Helena Zengel naît le 10 juin 2008 à Berlin. Via une amie de sa mère qui a une agence de casting, elle obtient des petits rôles dès l'âge de 4 ans.
Passionnée d'équitation, elle a aussi fait de la danse pendant six ans, appris le piano et pratiqué plusieurs autres sports : athlétisme, patinage artistique, skateboard.
À 9 ans, elle interprète le rôle-titre du film allemand Benni, sorti en 2019 et pour lequel elle est récompensée par le Deutscher Filmpreis de la meilleure actrice.
C'est en regardant Benni sur la suggestion de la productrice Gail Mutrux (en) que Paul Greengrass décide de l'engager pour son nouveau film, la trouvant « brillante et superbe [...], avec beaucoup de nuances ». Elle tourne ainsi au côté de Tom Hanks dans le western américain La Mission, à l'âge de 12 ans,. Elle obtient une nomination pour le Golden Globe de la meilleure actrice dans un second rôle et le magazine Variety la liste parmi les dix jeunes interprètes les plus prometteurs.
À 16 ans, elle obtient à nouveau un premier rôle, dans le film fantastique La Légende d'Ochi, tourné en Roumanie au côté de Willem Dafoe.

## Filmographie
Sauf indication contraire, les informations mentionnées dans cette section peuvent être confirmées par les bases de données cinématographiques  présentes dans la section « Liens externes ».

### Cinéma
- 2016 : Looping de Leonie Krippendorff : Lilly
- 2017 : Die Tochter (de) de Mascha Schilinski : Luca
- 2019 : Benni (Systemsprenger) de Nora Fingscheidt : Bernadette, dite Benni
- 2020 : La Mission (News of the World) de Paul Greengrass : Johanna Leonberger
- 2020 : Baby Bitchka (de) d'Anna Maria Roznowska (de) : la fille joueuse
- 2021 : A Christmas Number One de Chris Cottam : Nina Cutter
- 2024 : Transamazonia de Pia Marais : Rebecca Byrne
- 2025 : La Légende d'Ochi (The Legend of Ochi) d'Isaiah Saxon : Yuri

### Téléfilms
- 2017 : Un bon flic (Ein guter Bulle) : Fabienne

### Séries télévisées
- 2014 : Spreewaldkrimi (épisode Mörderische Hitze) : Johanna à 5 ans
- 2016–2017 : Die Spezialisten – Im Namen der Opfer : Lilly Weyer / Anja Rothmann (jeune) (2 épisodes)
- 2019 : Inga Lindström : Milla (1 épisode)
- 2023 : Sebastian Fitzek's Therapy : Josy (6 épisodes)
- 2023 : Intimate : Nyla (3 épisodes, 2025)

### Clips
- 2013 : Streets du groupe Abby (de), réalisé par Joffrey Jans et Kai Kurve : la petite fille
- 2022 : Ich hasse es hier du groupe Tocotronic[4]

## Distinctions

### Récompenses
- Deutscher Filmpreis 2020 : meilleure actrice pour Benni

### Nominations
- European Film Awards 2019 : meilleure actrice pour Benni
- Golden Globes 2021 : meilleure actrice dans un second rôle pour La Mission
- Satellite Awards 2021 : meilleure actrice dans un second rôle pour La Mission
- Critics' Choice Movie Awards 2021 : meilleur espoir pour La Mission
- Screen Actors Guild Awards 2021 : meilleure actrice dans un second rôle pour La Mission